# Kick II
Kick II (estilizado como KICK ii y pronunciado «kick dos») es el quinto álbum de estudio de la productora y cantante venezolana Arca. El álbum estaba programado para lanzarse el 3 de diciembre de 2021, pero se adelantó y salió el 30 de noviembre de 2021 a través de XL Recordings. Este trabajo continúa su disco de 2020 Kick I y es la segunda entrega de la serie Kick.
Kick II fue promovido con tres sencillos: «Born Yesterday», que cuenta con la colaboración de la cantante australiana Sia, así como «Prada» y «Rakata», lanzados juntos como doble sencillo. La portada del álbum fue fotografiada por Frederik Heyman. Este disco recibió críticas positivas y fue nominado tanto al Premio Libera al «Mejor Álbum Latino» como al Grammy Latino al «Mejor Álbum de Música Alternativa».

## Antecedentes
Tras el lanzamiento de Kick I, surgieron noticias de que Arca lanzaría dos álbumes más de Kick para completar una trilogía. La artista declaró en una entrevista con Pitchfork: «Habrá cuatro volúmenes. El tercero es un poco más introvertido que Kick I, un poco más parecido a mi álbum homónimo, creo. El cuarto es solo piano, sin voces. Curiosamente, el que está menos definido en este momento es el tercero. Todo está gestándose ahora mismo [...] Cada Kick existe en una especie de estado cuántico hasta el día en que lo envío a masterización. Trato de no comprometerme hasta que sea necesario. Pero tengo una visión para ello. El segundo está cargado de contratiempos, manipulación vocal, manía y locura».
Al año siguiente, Arca lanzó su EP Madre y participó en Dawn of Chromatica, un álbum de remixes de Lady Gaga, en el que remezcló la colaboración con Ariana Grande, «Rain on Me». Al hablar de la canción en redes sociales, Arca comentó: «También es la última vez que deconstruyo de manera lúdica mis canciones 'Time' y 'Mequetrefe', ya que nos despedimos de la era Kick I y entramos en la era Kick II y más allá». El 27 de septiembre, la productora lanzó una nueva canción titulada «Incendio», la cual recibió elogios de la crítica. Una semana después, reveló la fecha de lanzamiento, la lista de canciones y la portada de su próximo álbum Kick II, junto con su sencillo principal, «Born Yesterday» con la participación de Sia.
Con el anuncio de Kick IIII, Arca confirmó que el sonido de Kick II sería «una deconstrucción y reinterpretación del reguetón».

## Composición
Kick II es principalmente un álbum de música electrónica, experimental, vanguardista, reguetón, pop y cumbia. El tema de apertura, «Doña», incluye «escalofriantes mantras vocales en bucle y muestras distorsionadas», y es «intencionadamente suelto y desorientador, de modo que cuando el familiar ritmo de dembow se asienta en la siguiente pista, el tirón hipnótico se siente al instante».
«Prada» y «Luna Llena» presentan «atmósferas oníricas que flotan detrás de los ritmos marcados» y han sido comparadas con el álbum homónimo de Arca de 2017. Esta última pista combina «sintetizadores borrosos y distorsionados, un reguetón comprimido y el contralto lento de Ghersi, lo que evoca una añoranza destilada en sonido, y la imagen titular de una luna llena se siente igualmente romántica».
«Araña» es una pista de club deconstruido que «se retuerce y estalla como un robot de juguete descontrolado» e «invita a los oyentes a sintonizar algo que se asemeja a la banda sonora de un videojuego que ha salido mal». «Muñecas» es «un collage inquietante con contribuciones de Mica Levi». «Born Yesterday» es una balada pop poderosa cuyos «reflexiones inquietantes y de otro mundo son atenuadas por un ritmo hipnótico de pista de baile al borde de la disolución».

## Recepción de la crítica
En el sitio de reseñas Metacritic, Kick II obtuvo una puntuación de 76 sobre 100, basada en las opiniones de 14 críticos, lo que indica «reseñas generalmente favorables». Safiya Hopfe, escribiendo para Exclaim!, elogió los ganchos del álbum, afirmando que «incluso en su faceta más accesible, Arca se niega a trabajar con una paleta predecible. Pero a pesar de toda su experimentación y tangentes caóticas, en Kick II es evidente que Arca es muy consciente del equilibrio necesario para crear un éxito». David Smyth, del Evening Standard, consideró que Kick II es «la experiencia más completa como álbum individual» de todo el quinteto. Por otro lado, Lewis Wade de The Skinny lo describió como «de la música menos interesante de toda la colección» y opinó que si el álbum hubiera sido «más vanguardista o más efímero, podría haber funcionado mejor, pero no impacta con la intensidad que debería».

## Lista de canciones
| N.º | Título                           | Escritor(es)                     | Productor(es)                          | Duración |  |
| 1.  | «Doña» («Mrs.»)                  | Alejandra Ghersi                 | Arca                                   | 1:46     |  |
| 2.  | «Prada»                          | Ghersi, Cardopusher              | Arca, Cardopusher                      | 2:43     |  |
| 3.  | «Rakata»                         | Ghersi, Cardopusher              | Arca, Cardopusher                      | 2:31     |  |
| 4.  | «Tiro» («Shot»)                  | Ghersi, Boys Noize, Cardopusher  | Arca, Boys Noize, Cardopusher          | 2:18     |  |
| 5.  | «Luna Llena» («Full Moon»)       | Ghersi                           | Arca, Cubeatz, Jenius Level, WondaGurl | 3:19     |  |
| 6.  | «Lethargy»                       | Ghersi                           | Arca                                   | 2:07     |  |
| 7.  | «Araña» («Spider»)               | Ghersi                           | Arca                                   | 4:17     |  |
| 8.  | «Femme»                          | Ghersi                           | Arca                                   | 1:42     |  |
| 9.  | «Muñecas» («Dolls»)              | Ghersi, Mica Levi                | Arca, Levi                             | 3:33     |  |
| 10. | «Confianza» («Confidence»)       | Ghersi, Cardopusher, Chris Clark | Arca, Cardopusher, Clark               | 1:47     |  |
| 11. | «Born Yesterday» (featuring Sia) | Ghersi, Jmike, Sia               | Arca, Jmike                            | 3:18     |  |
| 12. | «Andro»                          | Ghersi                           | Arca                                   | 4:35     |  |

## Posicionamiento en listas
| Listas (2022)                         | Mejor posición |
| ------------------------------------- | -------------- |
| Reino Unido (Official Charts Company) | 16             |
| Estados Unidos (Billboard)            | 83             |